# Douăzeci de bani (monedă românească)
Douăzeci de bani a fost o unitate monetară egală cu douăzeci de sutimi din leul românesc.

## Istorie

#### 20 bani 1900
Prima monedă de douăzeci de bani a fost introdusă în circulație la 1 noiembrie 1900 și a fost bătută la Bruxelles, Belgia. Măsura 25 mm în diametru și cântărea 7 g. A fost realizată din 75% cupru și 25% nichel. Aversul prezenta coroana României deasupra datei de emitere, 1900, între o ramură de laur și una de stejar. Reversul prezenta valoarea nominală, 20 BANI, și numele țării, ROMANIA. Tirajul a fost de 2,5 milioane de bucăți.
Conform lui Constantin Bacalbașa, monedele de 5, 10 și 20 de bani emise în 1900 au avut putere circulatorie până la 31 octombrie 1906. Metalul recuperat din acestea a fost utilizat pentru baterea noilor monede. Totuși, presa din acea perioadă menționa că aceste monede au circulat până la 31 ianuarie/13 februarie 1907, sugerând o prelungire a termenului de retragere.

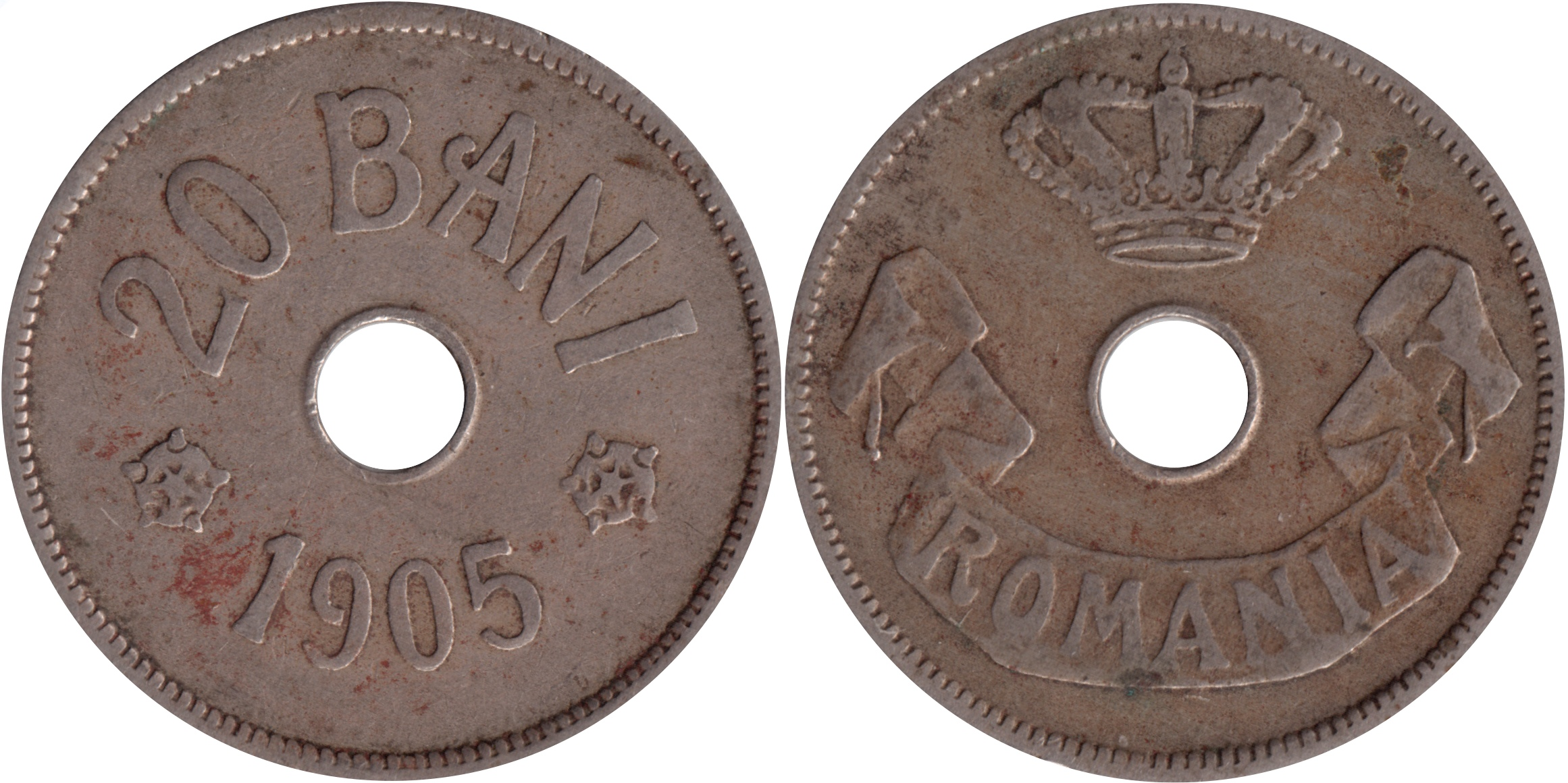
Monedă de 20 de bani din 1905

#### 20 bani 1905-1906
A doua și ultima monedă de douăzeci de bani a fost emisă între 1905 și 1906. Baterea acesteia a fost autorizată prin decretul regal No. 2.119 din 8 Aprilie 1905. Deși avea același diametru și compoziție cu emisiunea din 1900, cântărea cu 1 g mai puțin (6 g) datorită unui orificiu central. Pe avers, coroana era așezată deasupra orificului și numele țării era scris pe un sul dedesubt. Reversul prezenta valoarea nominală în partea superioară, un trandafir pe fiecare parte a mijlocului și anul în jos. Monedele au fost proiectate de Anton Scharff, gravor șef la Monetăria Austriei din Viena. Cele 2,5 milioane de bucăți emise în 1905 au fost realizate exclusiv la Bruxelles, în timp ce în 1906 au fost realizate 2,5 milioane la Hamburg, Germania și 3 milioane la Bruxelles. Monedele bătute în Hamburg prezintă un semn de monetărie „J” sub sulul de pe avers, în timp ce cele de la Bruxelles nu prezintă marcă de monetărie.
La 10 aprilie 1916, ziarul Ziua a relatat că în Monitorul Oficial din 9 aprilie fusese publicat un ordin prin care se interzicea exportul monedelor de argint, nichel și aramă.

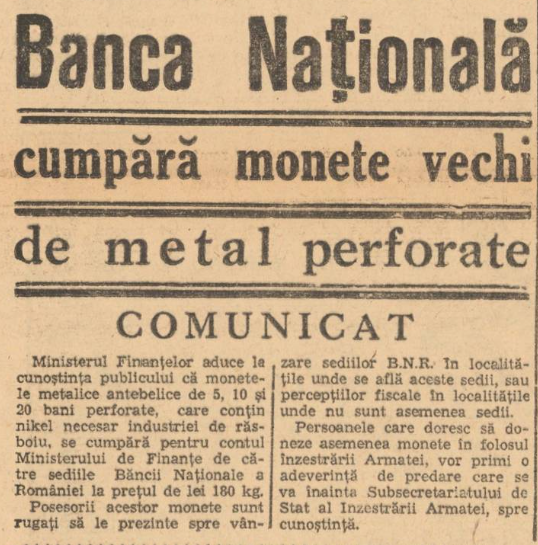
Știre din numărul 2247 al ziarului Porunca Vremii, publicat în 7 iunie 1942, privind răscumpărarea monedelor de 5, 10și 20 bani emise în 1905-1906

Deși monedele de 5, 10 și 20 bani emise în 1905–1906 nu erau retrase oficial din circulație, ele erau frecvent refuzate de comercianți și chiar de unele instituții publice încă din anii 1920, la fel ca alte valori subdivizionare aflate în uz la acea vreme, pe fondul inflației. În repetate rânduri, Ministerul Finanțelor a emis comunicate prin care reamintea că aceste monede își păstrau puterea circulatorie și trebuiau acceptate în tranzacții. În 1930, autoritățile confirmau din nou că monedele nu au fost retrase prin vreo dispoziție legală și rămâneau valabile.
În 1942, Ministerul Finanțelor a organizat răscumpărarea acestor monede de către Banca Națională, la prețul de 180 lei per kilogramul de metal, pentru a valorifica conținutul de nichel necesar industriei de război. Această măsură a echivalat, de facto, cu retragerea lor din circulație, deși nu a existat un act legislativ explicit în acest sens. În lipsa unei demonetizări oficiale, este probabil că monedele și-au pierdut cursul legal de jure odată cu Reforma monetară din 15 august 1947.